# Der Bernd
Der Bernd  ist ein  Dokumentarfilm der Constantin Film aus dem Jahr 2012 über den deutschen Filmemacher und Produzenten Bernd Eichinger.

## Produktion
Produziert wurde der Film von Martin Moszkowicz, Regie führte Carlos Gerstenhauer, als Filmemacher arbeiteten Stephanie Dresbach, Friederich Oetker, Tanja Goll und Christine Rothe als ausführende Produzenten mit.
Der Film wurde am 4. Juli 2012 auf dem Filmfest München uraufgeführt und lief seitdem nur in Sondervorführungen und Matineen, in Berlin, Köln und München. Am 6. Dezember 2012 erschien eine DVD-Version des Filmes in der Bernd Eichinger – DVD Kollektion. Am 10. April 2019 soll er erstmals im BR Fernsehen ausgestrahlt werden.
Der Film wurde zwischen Juli 2011 und Frühjahr 2012 produziert.

## Inhalt
Der Film beschreibt das Leben und das Werk Bernd Eichingers in Kommentaren von Freunden, Weggefährten und Mitarbeitern. Es ist weniger kritische Einordnung als ein persönlicher Blick auf das Schaffen des Filmproduzenten. Eichingers Durchbruch mit Der Name der Rose als internationaler Produzent, die Übernahme der Constantin und Ausbau zu einem der erfolgreichsten deutschen Filmverleihe, sein Lebensstil, Ausbildung und Kindheit, der Umzug nach Hollywood, der Aktiengang der Constantin, sein Ausscheiden aus dem Medienunternehmen und sein weiterer Weg als Filmemacher, Drehbuchautor und freier Produzent werden dabei beleuchtet. Deutlich wird, dass sich Glanz und Tragik des Filmemachens ganz außerordentlich in der Figur Eichingers spiegeln. Insbesondere beschreibt der Film Eichingers obsessiven Lebensstil sowie seinen Wunsch nach Anerkennung als Künstler.
Redebeiträge, Fotos und seltene Filmdokumente sind dabei zu einem Porträt kompiliert.
Die Filmemacher haben den Film als Film der Freunde für den Freund beschrieben. Zu Wort kommen: Eichingers Tochter Nina, seine Ehefrau Katja, seine Ex-Freundinnen Katja Flint und Hannelore Elsner, die Schauspieler Til Schweiger, Moritz Bleibtreu, Nina Hoss und Bruno Ganz; die Filmemacher und Produzenten Günter Rohrbach, Wolfgang Petersen, Roland Emmerich, Tom Tykwer, Uli Edel, Herman Weigel, Jean-Jacques Annaud, Oliver Berben, Michael 'Bully' Herbig, Martin Moszkowicz und Robert Kulcer, uva. Für den Film wurden insgesamt über 50 Interviews in den USA und Deutschland geführt.
Wesentliche Grundlage des Filmes sind auch Interviews der Filmemacher Husam Chadat und German Kral aus dem Jahr 2000, die Bernd Eichinger zu Lebzeiten in Los Angeles und während der Filmfestspiele in Cannes interviewt haben und ihr Originalmaterial für diesen Film zur Verfügung stellten.
Daneben wurden Interviews aus verschiedenen anderen Jahren mit Bernd Eichinger für den Film verwendet. Alle anderen Interviews wurden von Stephanie Dresbach, Kiki Martins, Eckhart Schmidt, David Dietl und Carlos Gerstenhauer geführt.

## Kritiken
- „Natürlich ist dabei kein Film herausgekommen, der sich groß um Objektivität bemüht, der Kritiker oder gar Feinde des Bernd zu Wort kommen ließe – oder ein völlig anderes Bild von ihm zeichnet als das, was er selbst so sorgfältig und ausdauernd entworfen hat. Eher spürt man das Verlangen der Macher und auch der zahlreichen Interviewten, der Welt noch ein bisschen mehr zu erzählen von diesem Mann, den sie sehr gut kannten – und zum großen Teil eben auch sehr respektiert, bewundert, geliebt haben.“ – Tobias Kniebe in der SZ.[3]
- „Die Doku ist eine Verbeugung vor Eichinger geworden – ohne in eine Lobhudelei auszuarten. Ein persönlicher und berührender Film, der eine Ahnung davon gibt, was Eichingers Kollegen, Freunde und seine Familie – und auch die deutsche Kinowelt – mit ihm verloren haben.“ – Die Welt.[1]
- „‚Der Bernd‘ entstand als Collage aus Rückblicken, Erinnerungen und zum Teil nie gezeigten Aufnahmen. Die coole, fleißige, lustige Atomexplosion“ – Brita Sachs in der FAZ.[4]

Der Film wurde auch in weiteren Medien positiv besprochen.

## DVD-Veröffentlichung
- Bernd Eichinger – DVD Kollektion. 11-DVD-Set. Constantin 2012.